# 人工流产
人工流产（英語：abortion），簡稱人流，又稱堕胎、中止懷孕、終止懷孕、終止妊娠、誘導性流產（Induced abortion）、人工終止妊娠(懷孕)、吸宮術 ，俗稱打胎、落仔、夾娃娃，是指用藥物或手術等人工方式終止懷孕。在胚胎或胎兒自己能自行存活的時候做類似的程序，在醫學上稱為「晚期中止妊娠」（late termination of pregnancy, LTOP）或晚期墮胎（late-term abortion）。而自然發生的中止懷孕現象則通常稱為小產或流產（miscarriage）。另外，因懷孕中出現異常現象導致母體或胎兒遭受到生命危害，需要人工方式引發產兆的手術，則稱為引產（induction）。
根據估計，每年全球墮胎案例有4,400萬例，將近一半是在不安全的情況下施行。据不完全统计，中国大陆由于以往進行的一孩政策（每對夫婦只容許生育一個子女），每年人工流产至少1,300万例，位居世界第一。在接受了幾十年家庭計畫教育，和生育控制及避孕技術提升下，墮胎率在2003年到2008年之間微幅下降。
截至2008年，全世界有40%的女性可以在「無理由」的情況下合法墮胎。然而，懷孕之後何時可以墮胎的限制仍然存在。
墮胎在某些特殊情況下是完全合法的，例如因亂倫或強姦而懷孕、胎兒異常、社會經濟因素或是危及母體健康。世界上許多地方針對墮胎的道德、倫理以及合法性等議題仍存在公開而激烈的墮胎爭論。反對墮胎者大多認為胚胎或胎兒為具有生存權的人類，墮胎等同於謀殺。而支持墮胎權的人則強調女性有決定自己人身健康的權利，以及強調普遍的人權。
關於墮胎的法例、執行的頻率及其背後的文化種族意涵，在世界各處都不盡相同。在中国，人们对堕胎的反对较受基督教教義影響的西方国家低，在中华人民共和国计划生育的背景下，很多人采取自愿堕胎，其中有部分是由於嬰兒的性別因素（重男輕女）；也有人被计生部门强制施行堕胎。
每年的9月28日是国际安全堕胎日，设立的目的在于鼓励安全堕胎、实现堕胎合法化，並反对不安全堕胎。

## 原因
婦女選擇墮胎的原因很多。有可能是為了控制生育，或婦女因為身體狀況而無法承受懷孕，或因胎儿被诊断为畸形或患有先天性疾病而导致雙親不願生下有缺陷的胎兒等，也存在胎兒父母感情有變，因而希望中止懷孕的例子。根據美國Alan Guttmacher Institute於2000年所作的統計，美國在2000年總共進行過131萬次墮胎手術，當中有1%與因姦成孕或亂倫有關。
某些國家須要特定條件和證明才能合法墮胎，條件如：
- 孕婦安危：繼續懷孕危害孕婦生命或健康
- 胎兒生命或健康：胎兒身體殘缺或健康有損、無法生存、無法出生、有遺傳病
- 懷孕背景：強姦或亂倫
- 身分：孕婦未成年或單身或非婚姻關係懷孕
- 經濟：懷孕會令婦女或家庭的工作或學業被強制或中止以致不能負擔撫養孩子的金錢時間
- 感情：胎兒父母的感情有變
- 家庭：家人反對（丈夫或家長）
- 生育控制：單純不希望生孩子或中國的一孩政策

上述條件可能需要警方或醫生證明。
遺傳病
遺傳病可藉由產前檢查，如超音波檢查、羊水測試、血液檢查等方式查出。常見的遺傳病為唐氏綜合症、無腦症。另外，病毒感染如茲卡病毒、愛滋病毒、肝炎病毒等等，醫生常會建議家長進行人工流產手術。
以下為1998年發表從27個不同國家作出的墮胎報告。按原因的高低排列如下：
- 27.6% –希望延遲撫養孩子的時間
- 21.3% –不能負擔撫養孩子的金錢
- 14.1% –與胎兒生父的感情有變
- 12.2% –孕婦年紀太輕，在家長或其他人的意願下中止懷孕
- 10.8% –懷孕會令婦女的工作或學業被強制中止
- 7.9% –不想再懷孕
- 3.3% –胎兒身體殘缺或健康有問題
- 2.8% –繼續懷孕有損孕婦健康

## 方法
墮胎的歷史相當悠久。自古以來一直流傳許多墮胎方式，包含草藥、利用尖銳工具、人為創傷，以及其他傳統方法。
現代醫學藉由藥物或手術來誘發流產。在第一孕期（孕期的前三個月），有兩種藥物和手術一樣有效，分別是RU486和前列腺素 。
而在第二孕期（孕期第三到第六個月），雖然使用藥物仍能有效導致流產，但使用手術產生後遺症的風險較低。在墮胎後可以立即開始使用複合口服避孕藥以及子宮避孕器避孕。
- 月經規則術：懷孕六周內。用一根塑膠細管伸入子宮腔內，以一百毫升大針筒產生負壓，將子宮內膜吸出來。即使可能懷孕，因內膜已經破壞，無法著床，也能吸出懷孕初期的胚胎。[22]
- 真空吸引術：孕期12周。通常在局部麻醉或全身麻醉下進行，醫生會通過陰道插入吸引器，利用吸力將子宮內的組織吸出。整個過程一般在15至30分鐘之間完成[23]。真空吸引術：
1.羊膜、2.胎兒、3.子宮內膜、4.擴張器、5.抽管、6.連至真空幫浦
- 子宮擴刮術
- 子宮藥物灌入法
- 子宮內裝置放置法
- 子宮刮除術
- 子宮切開法
- 陰道塞劑放置法

真空吸引術：
1.羊膜、2.胎兒、3.子宮內膜、4.擴張器、5.抽管、6.連至真空幫浦

- RU-486投藥：妊娠前50天有95%的成功率，此法必须在医生的指导下才能保证安全，千万不可自行投药流产。

## 安全性
堕胎的健康風險取決於該程序安全與否，世界卫生组织把不安全的堕胎定義為由「欠專業訓練之人士、有害設備，以及不衛生的設施」行使的堕胎程序。在已開發國家，合法的墮胎為醫學上最安全的程序之一。在美國每100,000宗堕胎才有0.7宗導致當事人死亡；其死亡率比孕婦分娩低13倍（每100,000例分娩個案中有8.8宗導致當事人死亡）。在2000年到2009年期間，美國堕胎死亡率低於在當地進行整形手術的死亡率。
跟堕胎有關的死亡風險會隨著孕期而增加，但其仍然低於孕期為21週以上的分娩個案。在孕期的64-70天，门诊堕胎的安全性及有效性跟在57-63天時進行的一樣。在孕期低於6週時，藥物誘發流產是安全且有效的。在已開發國家中，藉由醫學達成安全且合法的墮胎已行之有年。有研究指出，單純的、無後續併發症的墮胎並不會造成長期心理衛生或身體的問題，其前提是孕婦有充足的選擇權和醫療保障。
世界衛生組織提倡全世界的婦女都應該享有一樣好的安全合法墮胎方式。然而，不安全的墮胎每年仍在全球發生，造成大約47,000例的產婦死亡及約500萬名產婦住院。

## 社會觀念與法律規定

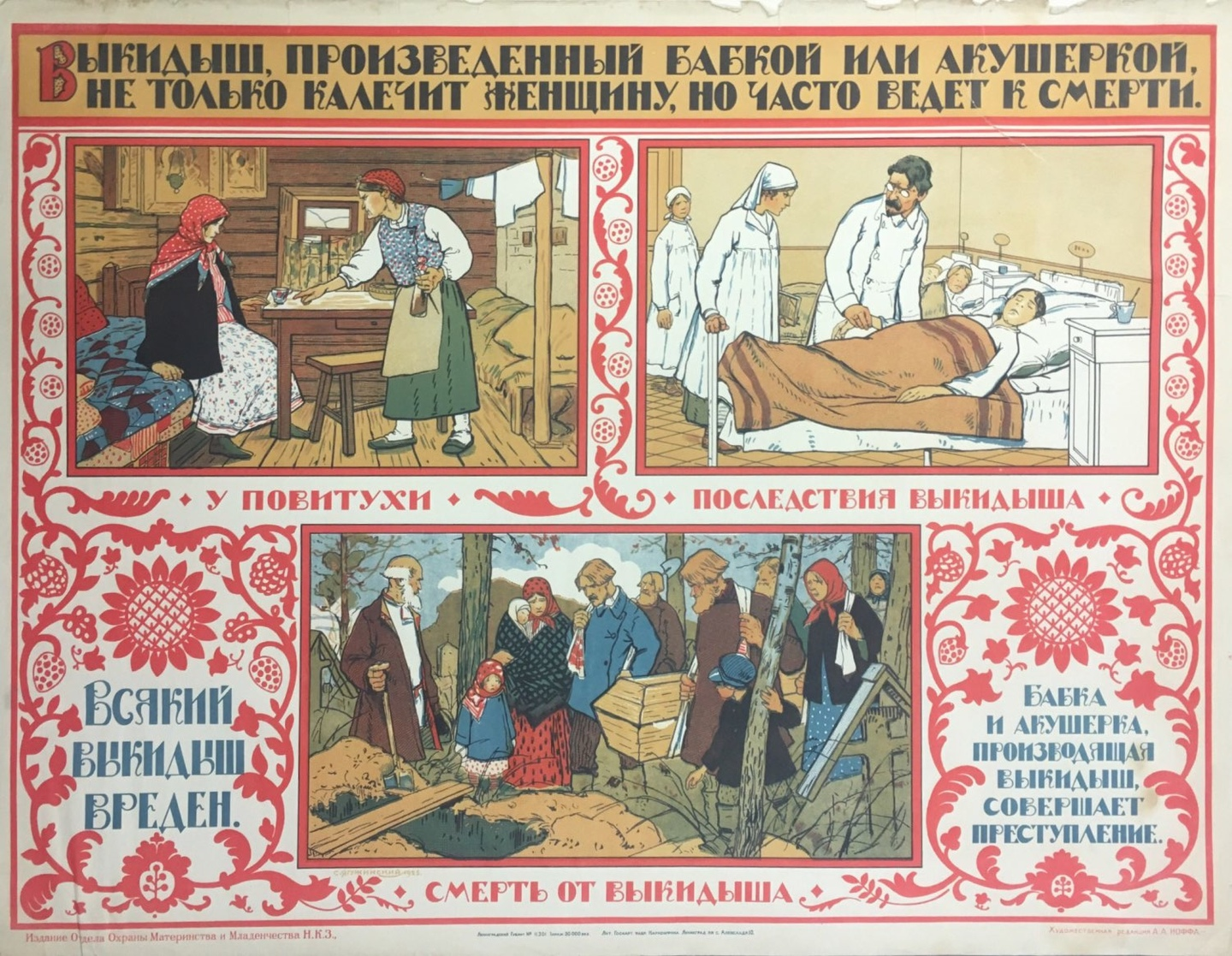
蘇聯海報（大約於1925年）标题翻译：“任何未经过培训或自学的助产士进行堕胎不仅会残害妇女，甚至会导致妇女的死亡。”

世界各国关于堕胎的法律规定
一经请求即允许，沒有妊娠期限制。
一经请求即允许，妊娠期限制在第17周后。
一經请求即允许，妊娠期限制在第7週至第17週前。
一經請求即允許，妊娠期限制在第7週前。
一经请求即允许，妊娠期限制不明。
危及母亲生命或健康*、母亲受强奸*、胎儿先天缺陷*、社会经济因素情况时允许。
除非危及母亲生命或健康*、母亲受强奸或胎儿先天缺陷，否则禁止。
除非危及母亲生命或健康*或胎儿先天缺陷，否则禁止。
除非危及母亲生命*或健康*或母亲受强奸，否则禁止。
除非危及母亲生命或健康，否则禁止。
除非危及母亲生命，否则禁止。
一概禁止。
未知。
注：*该类别中的一些国家或地区不适用于此。

堕胎在全球大部分国家（特别是西方国家）都是备受争议的行为，正反两方争论非常激烈，主要为道德伦理、宗教文化和女性身體健康及生育权问题。
道德方面，反堕胎者認為胎兒的生命應屬於胎兒，所以其他人不能隨意剝奪胎兒的生存權利；宗教方面，以基督教、伊斯蘭教及猶太教主導的亞伯拉罕宗教傳統教義認為，生命是神所賜予的，所以只有神才有權取回生命，而非人類。這個觀念在大多數天主教徒佔多數的國家尤為強烈（天主教教義強烈反對墮胎）。在愛爾蘭，过去除了墮胎以外，避孕行為也是違法的。至於主張女性生育權者，則認為胎兒是女性身體的延續，而當胎兒的存在對母親的身體健康構成影響，母親有權中止胎兒的生長。也存有爭議在胎兒是否定义为人類及享有作為人類的權利，部分支持者認為胎兒若尚未出生或形成人體，其是女性身體的一部分，並不能介定為人類，而反對者認為在胎兒形成時已是人類，胎兒作為生命，因此反對墮胎。
在部分國家，合法的堕胎是存在的。现在世界上大约三分之二的妇女可以合法堕胎（各國有懷孕胎兒周數的墮胎限制）。各国堕胎法律差别很大，有些国家在任何情况只要有需求及醫生同意下便可以，而世界上不少国家无论如何也不准堕胎。堕胎法律依然在经常改变，也会继續成为社会爭议。
非合法途径進行墮胎的行為都是違法的，常被取缔或者限制。

### 古代法
古代的法典中無明確對墮胎設立的條文。巴比倫王國的漢摩拉比法典（Hammurabi）中規定「毆打婦女，以致使其喪失胎兒者，根據她的地位課取罰款」，印度的摩奴法典（Manu）有「以劍擊人而殺害胎兒者處......」，皆屬於傷害罪的型式。

### 宗教
- 基督教在西元629年的君士坦丁堡會議決議中墮胎等同殺人。而直到現在，天主教會不單堅決反對任何墮胎行為，过去甚至会把曾经墮胎的女性开除。在不少以天主教為國家主要宗教的國家，如愛爾蘭共和國，任何墮胎行為（除非胎兒對婦女生命構成威脅以外）曾屬刑事罪行，不論要求墮胎者及執行手術的醫生皆有可能被判處入獄，後來於2018年5月25日公投通過修憲，准許墮胎。至於其他基督教教派，大多數都引用《聖經》內容及教義而反對教徒墮胎。
- 猶太教根據他們的《猶太聖法》經傳中提到，胎兒在頭部或身體的大部份未離開母體之前，被視為生命的一部分，而非獨立的個體[40][41]。在1975年的猶太教徒雙年會上宣布與墮胎有關的聲明中提到「......母親的福祉是我們的首要考量。」
- 伊斯兰教主张在不违背真主的造化的情况下，可以为了实现自己、家庭、社会的利益而堕胎。伊斯兰教各家教法学家都不同程度地认为，在四个月以前流产是可以的[42]。
- 佛教以“不杀生”为五戒之一，认为堕胎是杀生，属于恶业。《佛说长寿灭罪护诸童子陀罗尼经》明确反对堕胎，将其列为重罪，需通过忏悔和修行消业。佛教强调因果法则，堕胎者需承担相应的果报。
- 道教经典《太上感应篇》将“损子堕胎”视为罪过。《太上三生解怨妙经》专门讲述堕胎之过，强调堕胎如杀人当生忏悔心。《老君說一百八十戒》第十三戒：不得以藥落去子。《老君說百病》中告訴人們“教人墮胎是一病”。道教强调“贵生”思想，尊重生命，殺死胎兒就是剝奪生命，墮胎是殺生惡行。[43]

### 亞洲地區相關規定

#### 條件限制墮胎國家及地區
- 中华人民共和国：1998年立法規定除農村或少數民族外，多數夫婦只允許生育一個小孩。2013年實施「單獨二胎」政策，夫婦其中一方是獨生子女可合法生育兩名子女，但若要生第二胎，仍須辦理政府核發的准生證。哈尔滨市政府规定怀孕14周以上做人工流产需行政审批。《贵阳市禁止选择性终止妊娠规定》规定，除一些特殊情形之外，禁止为怀孕14周以上的妇女施行人工流产。否则最高可处以违法所得6倍以下，或3万元以下罚款。在计划外怀孕的，会根据父母的收入实行罚款。在计劃生育的一孩政策下，墮胎是常见的强行終止怀孕的做法。2015年10月，中国政府通过了允许生二胎的政策，结束了计划生育的一孩政策。2021年8月，中国通过了关于修改人口与计划生育法的决定，三孩生育政策立即开始正式执行。 修改后的人口计生法称一对夫妻可以生育三个子女，国家将在财政、税收、保险、教育、住房、就业等方面给予支持，减轻家庭生育、养育、教育负担。2022年8月16日，中国国家卫健委网站要求各地政府采取措施，减少人工流产，以促成增加生育、提高人口数量的目标。[44]
  -  香港特別行政區[45][46][47]：根據《侵害人身罪條例》第47A條規定
    - 合法終止懷孕手術必須在懷孕首24週內進行（如繼續懷孕對孕婦構成生命威脅則不受懷孕期限制），且必須獲得2名註冊醫生確實一致認為：
      - 繼續懷孕對孕婦生命或孕婦生理或精神健康的威脅會大於終止懷孕
      - 或胎兒出生後極可能有身心不健全情形而足以造成嚴重傷殘
      - 或孕婦年齡不足16歲
      - 或孕婦在此前3個月內曾向警方報案，自稱是亂倫、強姦、迫姦、誘姦或迷姦罪案之受害者。
- 新加坡：於1969年頒布《墮胎法》。[48][49]
- 日本：於1948年頒布的《優生保護法》使日本成為最快合法墮胎的亞洲國家。該法於1997年改名為《母體保護法》。
  - 《母體保護法》將人工流產定義為“在胎兒不能在母體外維持生命的時期，人工地將胎兒及其附屬物排出母體外”，並將以下兩個定義爲正當的墮胎理由。違反者將被追究墮胎罪。目前“胎兒不能在母體外維持生命的時期”被定義爲懷孕22周。以都道府縣區域為單位而設立的社團法人醫師會所指定的醫生可以對符合以下任一個理由的人員，在取得本人及配偶的同意後，進行人工流產[50]：
    - 繼續懷孕或分娩可能因身體或經濟原因而嚴重損害母體健康的
    - 因爲暴行或威脅且無法抵抗或拒絕而被姦淫懷孕的
- 中華民國：《中華民國刑法》自從1934年制定公布，1935年7月1日施行以來，歷次版本第2編第24章規定了「墮胎罪」，但第288條第3項明定，懷胎婦女因疾病或其他防止生命上危險之必要而墮胎者，免除其刑。1984年台灣制定公布《優生保健法》，1985年1月1日施行以來，在第3章人工流產與結紥手術第九條中，明定人工流產的施行範圍。但同時此二法之間仍有爭議時，依據《中央法規標準法》第16條，「法規對其他法規所規定之同一事項而為特別之規定者，應優先適用之」，就是特別法優於普通法。[51]

懷孕婦女經診斷或證明有下列情事之一，得依其自願，施行人工流產：
1. 本人或其配偶患有礙優生之遺傳性、傳染性疾病或精神疾病者。
2. 本人或其配偶之四親等以內之血親患有礙優生之遺傳性疾病者。
3. 有醫學上理由，足以認定懷孕或分娩有招致生命危險或危害身體或精神健康者。
4. 有醫學上理由，足以認定胎兒有畸型發育之虞者。
5. 因被強制性交、誘姦或與依法不得結婚者相姦而受孕者。
6. 因懷孕或生產，將影響其心理健康或家庭生活者。

未婚之未成年人或受監護或輔助宣告之人，依前項規定施行人工流產，應得法定代理人或輔助人之同意。有配偶者，依前項第六款規定施行人工流產，應得配偶之同意。但配偶生死不明或無意識或精神錯亂者，不在此限。
第一項所定人工流產情事之認定，中央主管機關於必要時，得提經優生保健諮詢委員會研擬後，訂定標準公告之。
- - 於1953年頒布《墮胎法》，只有當孕婦健康受到嚴重威脅、因強姦、亂倫致孕或胎兒患有嚴重遺傳疾病時，孕婦才可接受墮胎手術。懷孕24週後，一切墮胎手術均屬違法。對非法墮胎的女性處1年以下的有期徒刑，併科200萬韓圓以下罰金。對於實施墮胎手術的醫生等人也將被處以2年以下有期徒刑。
  - 依據《母子保健法》第14條規定，在符合若干條件下，可以進行人工墮胎的理由有：一、本人或配偶患有總統令規定的遺傳學上的精神障礙或身體疾患時；二、本人或配偶患有總統令規定的傳染性疾患時；三、因強姦或準強姦而導致懷孕時；四、因法律上無法婚姻的血族或姻戚之間的懷孕；五、因持續懷孕而在保健醫學上導致母體健康嚴重受損時。若女性是在上述幾個例外條件下申請墮胎，手術必須在申請後24小時內完成，接受手術的女性也需獲得伴侶同意。[53]
  - 2019年南韓憲法法院裁定，現行墮胎禁令及懲罰實施墮胎手術醫生條文，侵犯婦女自由選擇權利，均屬違憲，預計2020年底前修改墮胎法。[53]
- 印度
  - 懷孕20周前。懷孕是否會對孕婦的身體和精神健康帶來巨大風險或者胎兒出現了異常情況。而懷孕了12周至20周的孕婦墮胎的話，需要有兩名合格的醫生同時批准才行。[54]
- 許多國家允許婦女在母體生命受威脅的情況下墮胎[55]，包括 緬甸。
- 以色列：1977年的以色列刑法指定了專門的委員會來決定妊娠終止相關事宜。這個委員會由三名成員組成，其中至少有一人必須是女性：一名婦產科專家，或一名相關醫療科目的專家（可以是婦產科、內科、精神科等），或一名社會工作者[56]
- 許多國家允許婦女在母體生命受威脅的情況下墮胎[55]，包括

 阿富汗、 约旦、 葉門、 叙利亚、 伊拉克、 黎巴嫩、 阿曼。

#### 完全禁止墮胎國家
- 马来西亚：刑事法典第312條文闡明任何人自願導致（懷孕）女性流產，可被判監禁最高3年，或罰款，或兩者兼施。若胚胎已經成型，該名人士可被判監禁7年或罰款。[57]
- 泰國、 菲律賓、 帛琉

### 歐洲地區相關規定
欧洲大部分国家允许孕妇第17周以内无条件进行自愿的人工流产。部分国家将批准条件限制在威胁母亲或胎儿健康的情况下。
- 爱尔兰：憲法曾規定禁止婦女墮胎，而1992年11月經過公民投票後，允許婦女到愛爾蘭以外的國家墮胎；2014年通過允許孕婦在健康受到嚴重威脅的情況下可以合法墮胎，2018年依据《第三十六条宪法修正案》删除宪法禁止堕胎的修正案。
  - 允許懷孕12週以內婦女進行人工流產，或在會危急孕婦生命、對孕婦健康構成嚴重傷害等條件下墮胎。新法也允許對可能導致生產前死亡，或出生28天內夭折的異常胎兒進行人工流產。[58]
- 法國：1970年代立法，婦女可在懷孕的前12周內無條件選擇進行人工流產。2022年2月，墮胎法定期限從懷孕12週延長至14週。2022年11月24日，法國國民議會以337票贊成、32票反對通過「墮胎權入憲」提案。[59]2024年3月4日，法國國會以780票贊成、72票反對的票數通過修憲案，墮胎權將被寫進法國憲法。法國也因此成為世界上首個把墮胎權寫入憲法的國家。[60]
- 瑞典：自1970年起懷孕十八週以內的女性可以不需要持任何理由而在醫院選擇墮胎，是對墮胎行為最寬鬆的國家。
- 瑞士：在很長時間中使用1937年制定的墮胎法，進行墮胎者會被處以五年牢獄和罰款，直至2001年，瑞士議會在通過允許孕婦在懷孕的前十二周內選擇墮胎，在翌年的全民投票中，72%的選民對墮胎非刑事化的改革提案投下贊成票。
- 羅馬尼亞：在1989年立法通過墮胎法，在此之前該國的非法墮胎造成五十萬個女性的死亡。
- 義大利：婦女在妊娠90天內可無條件選擇進行人工流產。
- 英国：在大不列顛及愛爾蘭聯合王國時代，於1803年通過世界第一個反墮胎法案—《埃倫伯勒勳爵法令（英语：Malicious_Shooting_or_Stabbing_Act_1803）》，將墮胎視作非法的行為，最高可處死刑。1861年的《人身侵害法令（英语：Offences_Against_the_Person_Act_1861）》，將最高刑期降至無期徒刑，該法後來被英國及愛爾蘭各自繼承。1929年通過嬰兒保護法，視墮胎相當於殺嬰，禁止結束任何可能活存的胎兒的生命。1967年制定墮胎法，保護婦女選擇墮胎的權利，允許在懷孕28週內進行有條件的墮胎。1990年修正並放寬人類受精和胚胎法中墮胎的規定。
  - 懷孕24週內在有條件可以合法進行墮胎手術。需要有兩名醫生的批准或簽紙（緊急情況下只需一名醫生）、懷孕未超過24周、及以下列可能為墮胎理由：挽救孕婦的性命、保護孕婦身體或精神上的健康、胎兒有不正常發展的跡象、社會或經濟理由等。如果孕婦的生命因繼續懷孕而受到嚴重威脅或胎兒有明顯不正常發展的風險，無論懷孕多久，仍容許進行墮胎。[61]
- 西班牙：2010年將未超過十四周的嬰孩墮胎合法化，若因為孕婦有健康風險及胎兒畸形的原因，可在懷孕22周以下合法墮胎。2023年2月16日，西班牙國會通過新法案，該國16歲和17歲青少年可毋需經父母同意的情況下進行墮胎。[62]
- 圣马力诺：在2021年聖馬利諾墮胎合法化公投通過後，妊娠的十二週內或發現胚胎出現，具有畸形時，對婦女可能產生身心健康嚴重傷害時，婦女可進行人工流產的權利。

#### 條件限制墮胎國家
- 波蘭：只有在強姦或亂倫導致懷孕、孕婦生命受到嚴重威脅和胎兒嚴重畸形的情況下才允許女性墮胎。[63]2020年波蘭憲法庭裁示進一步限縮墮胎限制，禁止胎兒畸形墮胎，相當於全面禁止墮胎。[64]
- 賽普勒斯：因姦成孕或對母親健康有嚴重威脅才可進行人工流產。[65]
- 葡萄牙：墮胎是在第10周前无需条件，在強暴懷孕（16周）、胚胎畸形或是母體有健康威脅情況（24周）下懷孕时间有所宽松。[66]

#### 完全禁止堕胎国家
主要信奉天主教的 馬爾他是唯一一個完全禁止墮胎的歐盟國家，一旦違法，將被判處18個月至3年徒刑。
 安道尔、 梵蒂冈 和 等不屬於歐盟的歐洲國家也禁止墮胎。

### 北美地區相關規定
- 美国

1940年代之前，康乃狄克州是第一個通過墮胎法的美國州份；1960年代時，一名婦女在懷孕過程中，因服用某種藥物引起新生兒畸型，和懷孕時罹患德國麻疹導致新生兒重度殘障，事件後各州開始放寬墮胎的法律規定；於1973年1月22日，美國聯邦最高法院於羅訴韋德案一案，承認婦女的墮胎權受到憲法隱私權的保護，在懷孕首階段（三個月內）可合法進行手術。2022年6月，美国最高法院在多布斯诉杰克逊妇女健康组织案一案中裁定堕胎不属于美国宪法保护的权利，推翻了罗诉韦德案49年之判例。美國一些州也有提出限制墮胎的心跳法案（heartbeat bill）。
- - 南达科他州州长迈克·郎兹签署一项法案，2006年3月6日，禁止该州内的堕胎行为，[67]目的为通过诉讼将案件送上聯邦最高法院，以便当时倾向保守派的最高法院推翻羅訴韋德案的判决，但该州法案在2006年11月选举中被选民公投废止。[68]
  - 愛荷華州懷孕6周後若偵測到胎兒心跳就不可進行人工流產。[65]
  - 密西西比州孕期逾15周者墮胎即屬違法，除所懷胎兒嚴重畸形或是母體有危險。[69]
  - 愛阿華州的限制墮胎法案「心跳法案」（Heartbeat bill），規定一旦檢測到胎兒心跳，墮胎即屬非法，而一般大約懷孕六周胎兒就會有心跳。[70]
  - 阿拉巴马州于2019年5月15日通过法案，要求女性从怀孕开始便不得堕胎，即便是因强奸或乱伦而怀孕也不得堕胎[71]，只有在孕婦因懷孕而威脅生命時才可以堕胎[72]。
- 加拿大：懷孕所有階段均是合法的。[65]

### 拉丁美洲地區相關規定
- 墨西哥：在2007年4月24日於议会通过议案指出，孕妇在怀孕不到12周时可以自愿决定是否终止妊娠。如果怀孕对孕妇的生命构成威胁、妇女遭强奸后怀孕、胎儿畸形以及在未经批准的人工授精等情况下，孕妇在怀孕20周前可以实施堕胎。[73]
- 容許自由人工流產的國家包括 古巴、  和  乌拉圭[65]

#### 條件限制墮胎國家
- 智利：2017年9月终止实行了数十年的严格堕胎禁令，时任总统巴舍莱（michelle bachelet）签署堕胎除罪化法案。
  - 胎兒對母體造成危害、胎兒判定不能存活以及母親是因為強暴而懷孕。[74]
- 巴西：《刑法》第124至127條表明遭性侵而懷孕，以及沒有其他方式保住母體性命的情況下，墮胎不會遭到判刑[75]。
- 允許婦女在母體生命受威脅的情況下墮胎[55]，包括

 、 委內瑞拉、 巴拉圭、 
- 因姦成孕能成為合法人工流產的理由，包括

 阿根廷、 古巴、 、 墨西哥 和  巴拿马

#### 完全禁止堕胎国家
、 薩爾瓦多、 海地、 、 、 苏里南

### 非洲地區相關規定
- 莫桑比克：女性可以在懷胎12個星期內墮胎；如果是因為強暴或者是孕婦健康等因素，可以在懷孕16個星期內墮胎。[76]

#### 條件限制墮胎國家
許多國家允許婦女在母體生命受威脅的情況下墮胎，包括
 南蘇丹、 乌干达、 、 。

#### 完全禁止堕胎国家
刚果共和国、 刚果民主共和国、 埃及、 加彭、 、 马达加斯加、 毛里塔尼亚、 塞内加尔。

## 女性主義
墮胎一向是女性主義中有關女性生育权自由的重要議題，有所謂“為選擇”（pro-choice）與“為生命”（pro-life）之爭論。
不少女性主義者宣稱要不要繼續懷孕是女性的身體權，屬於基本人權，懷孕之後是否選擇墮胎也應由女性自行依據身體狀況、經濟狀況、生活形態等因素，与家人、朋友商量後作出決定，拒絕由國家制定法律逕行介入，也反對由家長或丈夫過度參與決定。此外，支持墮胎選擇權的人士亦指出，全面禁止墮胎只會造成更多非法墮胎的事情發生；安全而合法的墮胎，加強性教育、避孕及生育控制才能有效減少墮胎的數目。
女性主義心理學家卡羅爾·吉利根質疑以“為選擇”與“為生命”的權利或正義入手是一種倫理綁架，而且這並沒有從女性自身出發考慮問題。她在《不同的聲音》（In a Different Voice）一書中，報告及分析了29位15-33歲、不同種族及背景的女性分別兩次的訪談，她希望得知婦女如何去處理懷孕或墮胎時面臨的道德處境。吉利根認為女性的猶疑不是基於缺乏對權利及正義思考的能力，反而是基於現實的複雜性。
吉利根對柯爾伯格道德發展階段論及以正義和權利為道德發展最高階段考慮的理論作出了批判。吉利根留意到柯爾伯格研究的對象均為白人男性及男孩，她認為柯爾伯格對道德發展的研究排除了女性，在她對女性墮胎的研究中，她研究認為女性在作取捨時應考慮關懷（care）、人際關係（relationship）及連繫（connection）。
在一項瑞典女性討論墮胎的焦點小組研究中，有參與者認為墮胎的選擇是女性「在無助中的權利」（right in a situation of distress, Ekstran, Essen & Tyde'n, 2005），也許這形容正好說明了女性在墮胎的倫理抉擇中的矛盾處境，有助闡釋吉利根強調的「關懷」在考慮到「權利」時的不可或缺。

## 相关電影
- 《天地孩兒》
- 《殘蝕的理性（英语：Eclipse of Reason）》
- 《四月三周两天》
- 《无声的尖叫（英语：The Silent Scream）》
- 《墮胎》
- 《Juno少女孕記》
- 《24週（英语：24 Weeks）》
- 《Unplanned（英语：Unplanned）》
- 《天使薇拉卓克》
- 《地久天长》
- 《從不，很少，有時，總是》
- 《正发生》

## 引用
1. ↑  Grimes, DA; Stuart, G. . Contraception. 2010, 81 (2): 93–6. ISSN 0010-7824. PMID 20103443. doi:10.1016/j.contraception.2009.09.005.
2. 1 2  Sedgh, G.; Singh, S.; Shah, I. H.; Åhman, E.; Henshaw, S. K.; Bankole, A.  (PDF). The Lancet. 2012, 379 (9816): 625–632  [2013-08-20]. PMID 22264435. doi:10.1016/S0140-6736(11)61786-8. （原始内容存档 (PDF)于2012-02-06）.
3. ↑  . 新华网. 2013-11-15  [2014-06-28]. （原始内容存档于2014-08-10）.
4. ↑  Sedgh G, Henshaw SK, Singh S, Bankole A, Drescher J. . Int Fam Plan Perspect. September 2007, 33 (3): 106–116  [2015-11-17]. PMID 17938093. doi:10.1363/ifpp.33.106.07. （原始内容存档于2009-08-19）.
5. 1 2  Culwell KR, Vekemans M, de Silva U, Hurwitz M. . International Journal of Gynecology & Obstetrics. July 2010, 110: S13–16. PMID 20451196. doi:10.1016/j.ijgo.2010.04.003.
6. ↑  Boland, R.; Katzive, L. . International Family Planning Perspectives. 2008, 34 (3): 110–120  [2015-11-17]. PMID 18957353. doi:10.1363/ifpp.34.110.08. （原始内容存档于2011-10-07）.
7. ↑  Pastor Mark Driscoll. . Fox News. 2013-10-18  [2014-07-02]. （原始内容存档于2014-08-31）.
8. ↑  Dale Hansen. . Huffington Post. 2014-03-18  [2014-07-02]. （原始内容存档于2014-07-14）.
9. ↑  Sifris, Ronli Noa. . Hoboken: Taylor and Francis. 2013: 3. ISBN 9781135115227.
10. 1 2  Organization, World Health.  (PDF) 2nd ed. Geneva: World Health Organization. 2012: 8  [2015-11-17]. ISBN 9789241548434. （原始内容存档 (PDF)于2015-01-16）.
11. ↑  Simon Elegant. . 时代周刊. 2007-05-09  [2009-03-20]. （原始内容存档于2010-07-17） （中文（中国大陆））.
12. ↑  麦吉弗林. . BBC. 2004-07-17  [2009-03-20] （中文（中国大陆））.
13. ↑  . BBC. 2005-09-20  [2009-03-20] （中文（中国大陆））.
14. ↑  . BBC. 2006-08-03  [2009-03-20] （中文（中国大陆））.
15. ↑  . 聯合國. 2018-09-27  [2019-02-08]. （原始内容存档于2020-10-28） （中文（中国大陆））.<
16. ↑  . （原始内容存档于2019-11-02） （英语）.
17. ↑  Bankole, Akinrinola; Singh, Susheela; Haas, Taylor. . International Family Planning Perspectives. 1998, 24 (3): 117–127; 152  [2012-02-05]. （原始内容存档于2006-01-17）.
18. ↑  Joffe, Carole. . MPaul, ES Lichtenberg, L Borgatta, DA Grimes, PG Stubblefield, MD Creinin  (编).  (PDF) 1st. Oxford, United Kingdom: John Wiley & Sons, Ltd. 2009  [2015-11-17]. ISBN 978-1-4443-1293-5. （原始内容存档 (PDF)于2011-10-21）.
19. ↑  Kulier, R; Kapp, N; Gülmezoglu, AM; Hofmeyr, GJ; Cheng, L; Campana, A. . The Cochrane database of systematic reviews. 2011-11-09, (11): CD002855. PMID 22071804. doi:10.1002/14651858.CD002855.pub4.
20. 1 2 3  Kapp, N; Whyte, P; Tang, J; Jackson, E; Brahmi, D. . Contraception. Sep 2013, 88 (3): 350–63. PMID 23261233. doi:10.1016/j.contraception.2012.10.027.
21. ↑  Wildschut, H; Both, MI; Medema, S; Thomee, E; Wildhagen, MF; Kapp, N. . The Cochrane database of systematic reviews. 2011-01-19, (1): CD005216. PMID 21249669. doi:10.1002/14651858.CD005216.pub2.
22. ↑  .   [2019-02-11]. （原始内容存档于2020-10-25）.
23. ↑  . 智翹醫務中心.   [2025-05-28] （中文（臺灣））.
24. ↑   (PDF). World Health Organization. April 1992  [2017-10-18]. （原始内容存档 (PDF)于2010-05-30）.
25. 1 2  Grimes, D. A.; Benson, J.; Singh, S.; Romero, M.; Ganatra, B.; Okonofua, F. E.; Shah, I. H.  (PDF). The Lancet. 2006, 368 (9550): 1908–1919  [2013-08-20]. PMID 17126724. doi:10.1016/S0140-6736(06)69481-6. （原始内容存档 (PDF)于2011-06-29）.
26. ↑  Grimes, DA; Creinin, MD. . Annals of Internal Medicine. 2004, 140 (8): 620–6  [2018-08-28]. PMID 15096333. doi:10.7326/0003-4819-140-8-200404200-00009. （原始内容存档于2010-05-07）.
27. 1 2  Raymond, EG; Grossman, D; Weaver, MA; Toti, S; Winikoff, B. . Contraception. Nov 2014, 90 (5): 476–479. PMID 25152259. doi:10.1016/j.contraception.2014.07.012.
28. ↑  Raymond, E. G.; Grimes, D. A. . Obstetrics & Gynecology. 2012, 119 (2, Part 1): 215–219. PMID 22270271. doi:10.1097/AOG.0b013e31823fe923.
29. ↑  Grimes DA. . American Journal of Obstetrics & Gynecology. January 2006, 194 (1): 92–4. PMID 16389015. doi:10.1016/j.ajog.2005.06.070.
30. ↑  Raymond, EG; Grossman, D; Weaver, MA; Toti, S; Winikoff, B. . Contraception. November 2014, 90 (5): 476–9. PMID 25152259. doi:10.1016/j.contraception.2014.07.012.
31. ↑  Bartlett LA; Berg CJ; Shulman HB;  et al. . Obstetrics & Gynecology. April 2004, 103 (4): 729–37. PMID 15051566. doi:10.1097/01.AOG.0000116260.81570.60.
32. ↑  Trupin, Suzanne. . eMedicine. 2010-05-27  [2010-06-01]. （原始内容存档于2004-12-14）. At every gestational age, elective abortion is safer for the mother than carrying a pregnancy to term.
33. ↑  Pittman, Genevra. . Reuters. 2012-01-23  [2012-02-04]. （原始内容存档于2012-02-06）.
34. ↑  Abbas, D; Chong, E; Raymond, EG. . Contraception. September 2015, 92 (3): 197–9. PMID 26118638. doi:10.1016/j.contraception.2015.06.018.
35. ↑  Kapp, Nathalie; Baldwin, Maureen K.; Rodriguez, Maria Isabel. . Contraception. 2017-09-18, 97: 90–99. ISSN 1879-0518. PMID 28935220. doi:10.1016/j.contraception.2017.09.006.
36. 1 2  Lohr, P. A.; Fjerstad, M.; Desilva, U.; Lyus, R. . BMJ. 2014, 348: f7553. doi:10.1136/bmj.f7553.
37. ↑  Shah, I.; Ahman, E.  (PDF). Journal of Obstetrics and Gynaecology Canada. December 2009, 31 (12): 1149–58  [2013-08-20]. PMID 20085681. （原始内容 (PDF)存档于2011-07-16）.
38. ↑   (PDF). United Nations Department of Economic and Social Affairs, Population Division.   [2013-07-31]. （原始内容存档 (PDF)于2016-04-15）.
39. ↑  World Abortion Policies 2007 （页面存档备份，存于）, United Nations, Department of Economic and Social Affairs, Population Division.
40. ↑  .   [2008-05-21]. （原始内容存档于2012-09-22） （英语）.
41. ↑  .   [2008-05-21]. （原始内容存档于2019-08-29） （英语）.
42. ↑  . 中国伊斯兰教协会网站.   [2009-11-26]. （原始内容存档于2013-12-02）.
43. ↑  權麟春. : 頁 133–147. X:2 (2012 年).
44. ↑  .   [2022-08-17]. （原始内容存档于2022-10-11）.
45. ↑  . www.dh.gov.hk.   [2018-05-11]. （原始内容存档于2020-10-01） （中文（香港））.
46. ↑  .   [2019-04-12]. （原始内容存档于2017-09-04）.
47. ↑  .   [2019-02-10]. （原始内容存档于2018-10-28）.
48. ↑   (PDF).   [2017-04-01]. （原始内容存档 (PDF)于2020-10-23）.
49. ↑  .   [2019-02-11]. （原始内容存档于2019-05-02）.
50. ↑  .   [2020-11-04]. （原始内容存档于2020-10-04）.
51. ↑  . www.rclaw.com.tw.   [2018-05-12]. （原始内容存档于2019-05-03）.
52. ↑  . 全國法規資料庫.   [2020-12-03]. （原始内容存档于2019-10-14）.
53. 1 2  .   [2020-10-24]. （原始内容存档于2020-10-27）.
54. ↑  .   [2019-02-11]. （原始内容存档于2020-10-21）.
55. 1 2 3 4  .   [2022-02-18]. （原始内容存档于2021-05-11）.
56. ↑  〔法律〕以色列女性合法墮胎後為何可能會成為離婚過錯方？ - GetIt01
57. ↑  .   [2019-02-11]. （原始内容存档于2019-05-02）.
58. ↑  .   [2019-02-09]. （原始内容存档于2019-05-02）.
59. ↑  .   [2022-11-26]. （原始内容存档于2022-11-26）.
60. ↑  . BBC News 中文. 2024-03-06  [2024-03-06]. （原始内容存档于2024-03-17） （中文）.
61. ↑  .   [2019-02-08]. （原始内容存档于2021-02-12）.
62. ↑  AP. . EL PAÍS English Edition. 2023-02-16  [2023-02-17]. （原始内容存档于2023-04-16） （美国英语）.
63. ↑  .   [2019-02-09]. （原始内容存档于2019-05-02）.
64. ↑  .   [2020-10-24]. （原始内容存档于2020-11-01）.
65. 1 2 3 4 5 6
66. ↑  .   [2019-02-10]. （原始内容存档于2019-05-02）.
67. ↑  .   [2006-03-07]. （原始内容存档于2007-11-06）.
68. ↑  . Associated Press. 2015-03-25  [2019-02-08]. （原始内容存档于2021-12-29）.
69. ↑  .   [2019-02-12]. （原始内容存档于2021-08-05）.
70. ↑  .   [2019-02-12]. （原始内容存档于2019-05-02）.
71. ↑  . LegiScan.   [2019-05-15]. （原始内容存档于2019-07-03） （英语）.
72. ↑  . 早报. 2019-05-16  [2019-05-16]. （原始内容存档于2019-06-05） （英语）.
73. ↑  冷彤，墨西哥首都议会通过允许堕胎议案 （页面存档备份，存于），新华网
74. ↑  .   [2019-02-12]. （原始内容存档于2020-10-27）.
75. ↑  .   [2019-02-11]. （原始内容存档于2020-10-30）.
76. ↑  .   [2019-02-11]. （原始内容存档于2021-06-12）.